# Tsagan-Ussun
Tsagan-Ussun (en rus: Цаган-Усун) és un poble de la República de Buriàtia, a Rússia, segons el cens del 2010 tenia 276 habitants.